# Buriticupu
Buriticupu, amtlich portugiesisch Município de Buriticupu, ist eine brasilianische Gemeinde im Bundesstaat Maranhão. Die Bevölkerungszahl wurde zum 1. Juli 2019 auf 72.358 Einwohner geschätzt, die auf einer Gemeindefläche von rund 2544,9 km² leben und Buriticupuenser (buriticupuenses) genannt werden. Sie steht an 16. Stelle der 217 Munizips des Bundesstaates. Die Bevölkerungsdichte liegt rechnerisch bei 25,6 Personen pro km². Die Entfernung zur Hauptstadt São Luís beträgt 395 km.
Sie trägt den Städtespitznamen Stadt der Hölzer.

## Klima
Die Gemeinde hat tropisches Klima, Aw nach der Klimaklassifikation nach Köppen und Geiger. Die Durchschnittstemperatur ist 26,4 °C. Die durchschnittliche Niederschlagsmenge liegt bei 1465 mm im Jahr.

## Bevölkerungsentwicklung
| Jahr | Einwohner | Stadt  | Land   |
| --- | --------- | ------ | ------ |
| 1991 | 21.993    | 0      | 21.993 |
| 2000 | 51.059    | 26.017 | 25.042 |
| 2010 | 65.237    | 35.789 | 29.448 |
| 2019 | 72.358    | ?      | ?      |
| Hier fehlt eine Grafik, die leider im Moment aus technischen Gründen nicht angezeigt werden kann. Wir arbeiten daran! |           |        |        |

Quelle: IBGE (2011)

## Ethnische Zusammensetzung
Ethnische Gruppen nach der statistischen Einteilung des IBGE (Stand 2000 mit 51.341 Einwohnern, Stand 2010 mit 65.237 Einwohnern):
| Gruppe      | Anteil 2000 | Anteil 2010 | Anmerkung                        |
| ----------- | ----------- | ----------- | -------------------------------- |
| Brancos     | 11.860      | ▲ 13.449    | Weiße, Nachfahren von Europäern  |
| Pardos      | 33.462      | ▲ 46.713    | Mischrassige, Mulatten, Mestizen |
| Pretos      | 5.298       | ▼ 3.983     | Schwarze                         |
| Amarelos    | 83          | ▲ 653       | Asiaten                          |
| Indígenas   | 70          | ▲ 439       | indigene Bevölkerung             |
| ohne Angabe | 569         | –           |                                  |

## Durchschnittseinkommen und Lebensstandard
Das monatliche Durchschnittseinkommen betrug 2017 den Faktor 1,7 des brasilianischen Mindestlohns (Salário mínimo) von R$ 880,00 (umgerechnet für 2019: rund 338 €). Der Index der menschlichen Entwicklung (HDI) ist mit 0,556 für 2010 als niedrig eingestuft. 2017 waren 3.383 Personen oder 4,7 % der Bevölkerung als im festen Arbeitsverhältnis stehend gemeldet, 51,7 % der Bevölkerung hatten 2010 ein Einkommen von der Hälfte des Minimallohns.
Das Bruttosozialprodukt pro Kopf betrug 2016 6881,50 R$, das Bruttosozialprodukt der Gemeinde belief sich auf rund 49.014.833.000 R$.

## Analphabetenquote
Buriticupu hatte 1991 eine Analphabetenquote von 59,2 %, die sich bei der Volkszählung 2010 bereits auf 36,2 % reduziert hatte. Rund 37,6 % der Bevölkerung waren 2010 Kinder und Jugendliche bis 15 Jahre.